# Pelekanos
Pelekanos (Grieks: Δήμος Πελεκάνου) is een deelgemeente in de gemeente Kantanos-Selino van de Griekse regio Kreta. De deelgemeente telt 4259 inwoners.

## Plaatsen en gemeenschappen in de deelgemeente
De deelgemeente kent de volgende gemeenschappen:
- Palaiokhóra (2553 inwoners)
- Kamatera (114 inwoners)
- Voutas (941 inwoners)
- Sarakina (202 inwoners)
- Sklavopoula (449 inwoners)